# موسی‌قیه ابوالحسن
موسی‌قیه ابواسحق یکی از روستاهای استان آذربایجان شرقی است که در دهستان اوجان غربی بخش مرکزی شهرستان بستان‌آباد واقع شده‌است.
نام اصلی دهستان ابواسحق است و نام دوم دهستان موسی قیه است.